# Фонд Инга
Фонд Инга (Ing Chang-ki Wei-chi Education Foundation) — благотворительный фонд, основанный в 1983 году тайваньским мультимиллионером по имени Ин Чанци (Ing Changqi, 應倡期). Фонд имеет целью развитие и популяризацию игры го (вэйци, бадук).

## Основатель и цели фонда
Ин Чанци родился в Китае в 1913 году. С восьми лет играл в го, в двенадцать стал чемпионом города, но в профессионалы не пошёл, остался любителем. Занявшись бизнесом, Ин со временем превратился в одного из богатейших промышленников Тайваня. В 1983 году он основал благотворительный фонд своего имени для поддержки развития го в мире.

## Русское наименование
Ин Чанци — это прочтение имени основателя фонда на стандартном севернокитайском языке (гоюй), транскрибированное на русский язык при помощи системы Палладия. Инг — общепринятая неверная транслитерация, полученная из записи этого имени латиницей. Тем не менее, в настоящее время название «Фонд Инга» является устоявшимся в русском языке и общеупотребляемым.

## Деятельность фонда
Фонд опубликовал собственный свод правил го, разработанный лично Ином. В нём была сделана попытка избавиться от недостатков, присущих традиционным вариантам правил (прежде всего, японским), сделать правила максимально формализованными, чтобы исключить необходимость разрешения споров путём привлечения авторитетных арбитров. Этот свод правил имеет официальное название «SST Laws of Wei-chi», у нас его чаще называют просто «правила Инга». Он применяется во всех соревнованиях, проводимых под эгидой фонда, а также в прочих соревнованиях на Тайване. Поскольку фонд проводит крупные международные соревнования, правила Инга фактически являются международным стандартом.
В соревнованиях под эгидой фонда начали широко использоваться часы для контроля времени и инвентарь, облегчающий подсчет очков по окончании партии.
В 1984 году фонд организовал первый чемпионат мира среди юниоров, ставший затем ежегодным.
В 1988 году был впервые проведён международный турнир среди 16 сильнейших профессионалов — World Ing Cup (в России именуемый «Кубок Инга»). Призовой фонд турнира составил полмиллиона долларов. Этот турнир проводится один раз в четыре года, являясь одним из наиболее престижных в го.
Фонд финансирует игровые школы в Сингапуре, Шанхае, Сан-Франциско, выделяет гранты для развития го на Западе.
С 1987 года фонд проводит ежегодный турнир среди компьютерных программ.
Фонд учредил премию в 40 миллионов тайваньских долларов за первую программу го, которая сможет победить чемпиона Тайваня среди любителей.